# Trzebieńczyce
Trzebieńczyce ist eine Ortschaft mit einem Schulzenamt der Gemeinde Zator im Powiat Oświęcimski der Woiwodschaft Kleinpolen in Polen.

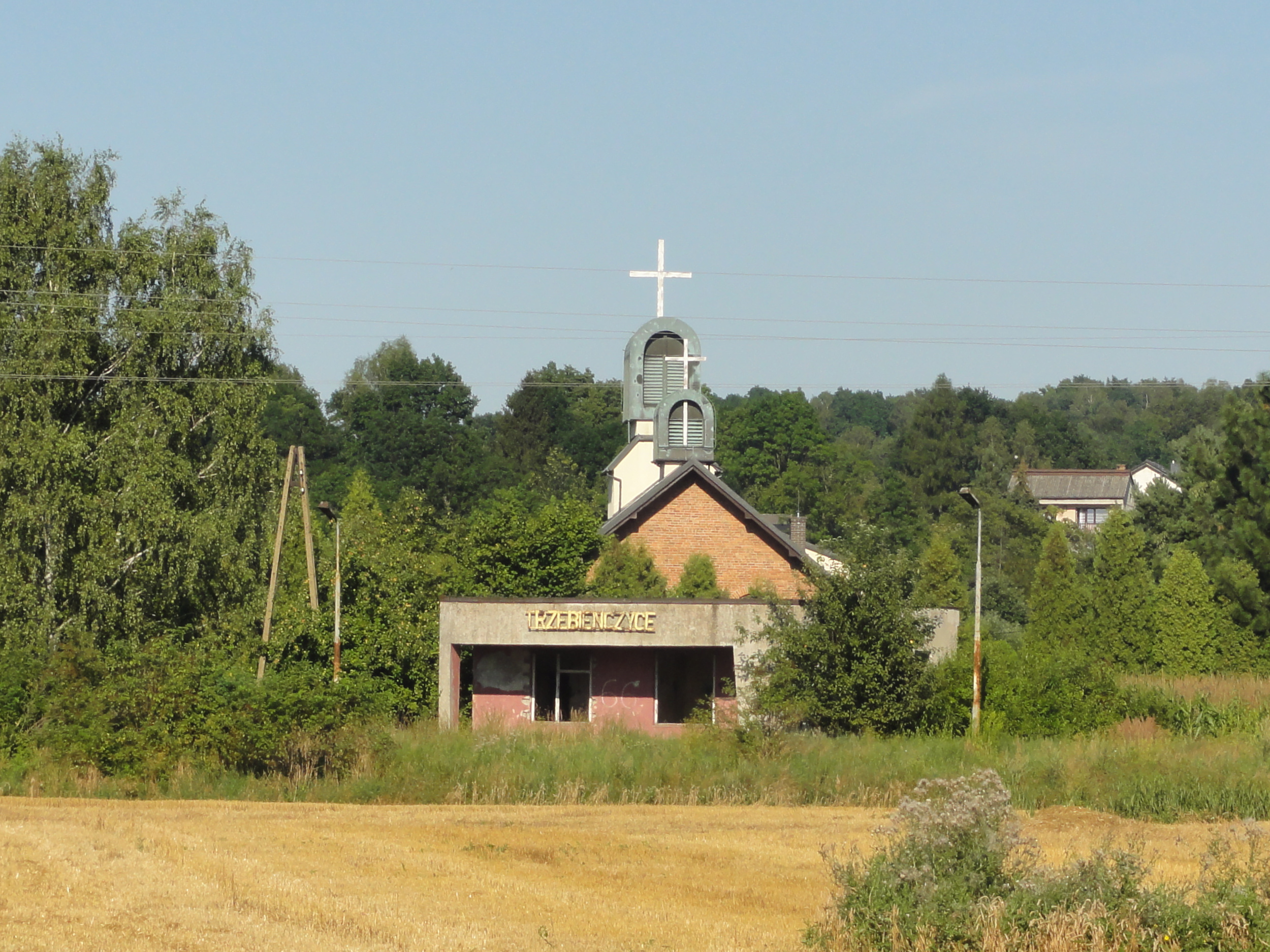
Geschlossene Bahnstation an der Bahnstrecke Trzebinia–Skawce und Filialkapelle in Trzebieńczyce

## Geographie
Der Ort liegt am rechten Ufer des Flusses Skawa mit Weilern am linken Ufer.
Er hat eine Fläche von 222 ha.
Nachbarorte sind die Stadt Zator im Norden, Laskowa im Osten, Grodzisko im Süden, Rudze im Osten.

## Geschichte
Im Jahr 1569 bestätigte der König Sigismund II. August die Privilegien der Stadt Zator, darunter einen aus dem Jahr 1292, wo das Dorf Trzebyencam erwähnt wurde. Der patronymische Name, früher auch Trzebieszyce, ist vom Personennamen *Trzebieniek (≤ Trzebiemysł, Trzebiemir) abgeleitet. Nach der örtlichen Tradition stammt er von drei Nachkommen eines gewissen Bienio, die trzech (drei) Bieńczyce genannt wurden.
Politisch gehörte das Dorf später zum Herzogtum Auschwitz, dies bestand ab 1315 in der Zeit des polnischen Partikularismus. Seit 1327 bestand die Lehnsherrschaft des Königreichs Böhmen. Seit 1445 gehörte es zum Herzogtum Zator, dieses wurde im Jahr 1494 an den polnischen König verkauft. 1564 wurde Trzebieńczyce als Teil des neuen Kreises Schlesien der Woiwodschaft Krakau an das Königreich Polen, ab 1569 die polnisch-litauische Adelsrepublik, völlig inkorporiert.
Bei der Ersten Teilung Polens kam Trzebieńczyce 1772 zum neuen Königreich Galizien und Lodomerien des habsburgischen Kaiserreichs (ab 1804). Ab 1782 gehörte es dem Myslenicer Kreis (1819 mit dem Sitz in Wadowice). Nach der Aufhebung der Patrimonialherrschaften bildete es nach 1850 eine Gemeinde im Bezirk Wadowice.
1918, nach dem Ende des Ersten Weltkriegs und dem Zusammenbruch der k.u.k. Monarchie, kam Trzebieńczyce zu Polen. Unterbrochen wurde dies nur durch die Besetzung Polens durch die Wehrmacht im Zweiten Weltkrieg.
Von 1975 bis 1998 gehörte Trzebieńczyce zur Woiwodschaft Bielsko-Biała.

## Verkehr
Durch Trzebieńczyce verläuft die Staatsstraße DK 28, die Zator durch Nowy Sącz mit Przemyśl verbindet.